# Наира Хамбарцумян
Наира Хамбарцумян (на арменски: Նաիրա Համբարձումյան) е арменска литературна критичка, университетска преподавателка, преводачка, поетеса и писателка на произведения в жанровете лирика, детска литература, научни изследвания и документалистика.

## Биография и творчество
Родена е на 5 август 1974 г. в Ереван, Арменска ССР, СССР. През 1991 г. завършва Ереванското средно училище № 174. През 1996 г. завършва арменска филология във Факултета по арменски език и литература на Ереванския държавен педагогически университет. През 2003 г. защитава дисертация и получава научна степен кандидат на филологическите науки (докторска степен).
В периода 2003 – 2011 г. е преподавателка в университета „Храчя Ачарян“. През 2008 г. получава длъжността доцент. В периода 2009 – 2010 г. като доброволец сътрудничи на информационна агенция „Ноян Тапан“, в която подготвя литературните и детски страници на електронния вестник „Хайерн Айсор“ на Министерството на диаспората на Република Армения. От 2010 г. работи като старши научен сътрудник в катедрата „Арменска литература на диаспората“ на Института за литература „Манук Абегян“ към Националната академия на науките на Република Армения.
Дебютира със стихотворения през 1999 г. в списание „Гарун“. От 2008 г. е член на Съюза на писателите на Армения.
В нейните научни изследвания разглежда въпросите на арменската литературна теория, критика, история, както и въпроси, свързани с философията, психоанализата и езиковата психология.
Прави преводи на поетични произведения на Хулио Кортасар, Алфонсина Сторни и Хорхе Карера Андраде.
Наира Хамбарцумян живее със семейството си в Ереван.

## Произведения

### Стихосбирки
- Մտորումներ աշնան կեսին (2001)[1][2]
- Կանաչ կառեթներ (2004)
- Ես բառ եմ դարձել (2008)
- Մետեմպսիխոզ (2012)

### Есета
- Գույնը… գտավ առեղծվածը (2009)
- Էֆեմեր իրականություն (2011)
- Aritmia (2012)
- Liber penitentialis (2012)
- Vote (2013)

### Научни монографии
- Մարո Մարգարյանի քնարերգությունը (2003) – за поетесата Маро Марканян
- Տեքստ և մեկնություն, հոդվածներ և ուսումնասիրություններ (2013)

### Научни статии
частично представяне
- Լույս - Ա - Պտույտ (2009)
- Ժամանակակից միֆի հետքերով (2010)
- Հացի բանաստեղծություն (2010)
- Նեղացող եռանկյունուց դուրս (2010)
- Ես հորինեցի քեզ, ես ապրում եմ (2010)
- Մոսկովյան դժոխքից ավետյաց երկիր (2010)
- Ինչպես պատահեց դա (2010)
- Բանաստեղծի հայտնությունը (2010)
- Որոնում… բոլոր դռների խաչմերուկում (2010)
- El objecto y su sombra (2012)
- Ընթերցող - տեքստ – հեղինակ (2012)
- Homo Historicus is lost (2012)
- Դրսմորֆոմանիա (2012)
- Memory traces. Ps-D (2012)
- Հիշողության պոետիկա (2013)
- Քննադատությունը՝ ինքնասպան (2013)
- Vocalis score (2013)

### Детска литература
- Կանաչուկը (2008)[1][2]
- Կարմիր հողմաղացներ (2010) - сборник

### Приказки
- Դեպի երկինք (2008)
- Փղիկը (2009)
- Կարմիր հողմաղացներ (2009)
- Հավերժության կամուրջը (2009)
- Փոքրիկ կիկին (2009)
- Տիեզերքի երգը (2010)
- Լուսինն ու արփին (2010)
- Աղջիկն ու ջութակը (2012)